# グレート・ギャツビー
『グレート・ギャツビー』（The Great Gatsby）は、アメリカの作家F・スコット・フィッツジェラルドによる1925年4月10日出版の小説である。フィッツジェラルドの代表作であると同時に、現在ではアメリカ文学を代表する作品の一つであると評価されており、モダン・ライブラリーが発表した英語で書かれた20世紀最高の小説では2位にランクされている。

## 概要
1924年に脱稿、1925年に刊行された本作はフィッツジェラルドの最高傑作とされ、アメリカ文学史に残る傑作とされている。当時フィッツジェラルドは、作品の主要舞台となるロングアイランド、グレートネックにて不羈奔放な生活を営みつつ本作を書き上げた。すでに『楽園のこちら側』（1920年）や『美しく呪われた人』（1922年）などで、第1次大戦後のアプレゲール文学の旗手として青年読者層を中心として高い評価を得ていたフィッツジェラルドであったが、戦後ニューヨークの中で成り上がる田舎青年の軌跡を、一抹の皮肉と心からの賞賛をもって凝縮された散文で書き上げた本作も高い評価で受け入れられた。フィッツジェラルド自身は後に本作について、「ほぼ1年分の仕事ではあったが、自身は10年分の進歩を得た」と語っている。
タイトル名の『グレート・ギャツビー』は当初、ローマの文筆家ペトロニウスの書いた『サテュリコン』に登場する成金トリマルキオから拝借した『トリマルキオ』または『ウエストエッグのトリマルキオ』などがタイトル案として挙げられており、フィッツジェラルドの本作着想の一端がうかがえる。邦題は『グレート・ギャツビー』の他、『華麗なるギャツビー』『偉大なギャツビー』などの名称で刊行されている。

## あらすじ
舞台は1922年、狂騒の20年代のアメリカ。語り手のニック・キャラウェイは、イェール大学を卒業後ほどなくして戦争に従軍し、休戦の後に故郷の中西部へと帰ってきたものの、そこで孤独感を覚えた。証券会社で働くことを口実に、彼はニューヨーク郊外のロングアイランドにある“ウェスト・エッグ”へと引っ越してくる。
ある晩、彼は大学時代の友人トム・ブキャナンと、彼の妻デイジーの家に招かれる。そこで、彼らの結婚生活はうまくいっていないことを知る。
一方、隣の大邸宅に住むジェイ・ギャツビーなる人物は、毎夜豪華なパーティーを開いていた。ある日ニックはそのパーティーに招かれる。しかし、パーティーの参加者たちはギャツビーについて正確なことを何一つ知らず、彼の過去に関してさまざまな流言飛語が飛び交っている。
やがて、ニックはギャツビーと親交を深めていく中で、彼が5年もの間胸に秘めていたある想いを知ることになる。
ギャツビーとデイジーはニックのおかげで再び出会い、二人の恋愛は再熱した。
イーストエッグに帰る途中、ギャツビーとデイジーはウィルソンのガレージのそばを車で通っていた。彼らの車は誤ってマートルに衝突し、彼女を轢き殺してしまった。ギャツビーはニックにデイジーが車を運転していたことを明かすが、彼女を守るために事故の責任を取るつもりだと語った。ニックはギャツビーに起訴を避けるために逃げるよう促すが、ギャツビーはそれを拒否する。マートルの夫であるジョージ・ウィルソンはトムに「マートルを殺したのは、ギャツビーだ」と教えられる。ジョージはギャツビー宅のプールでギャツビーを射殺し、その後自殺する。彼の葬式が行われるが、参列者は少なかった。

## 登場人物
ジェイ・ギャツビー（Jay Gatsby）
本作の主人公。本名はジェームズ・ギャッツ（James "Jimmy" Gatz）。30代前半の謎に包まれた紳士的な男性。陸軍の将校を経験した後に、禁酒法時代のアメリカにおいて酒の密輸に手を染め、若くして富を得る。「ウェスト・エッグ」（モデルはニューヨーク市グレートネック）の住人。ドイツ系アメリカ人。
ニック・キャラウェイ（Nick Carraway）
ギャツビーの隣人で、本作の語り手。29歳（作品の最後で30歳になる）の心優しく物静かな好青年。中西部の裕福な名家の出で、イェール大学を卒業し、ニューヨークの証券会社に就職した。「ウェスト・エッグ」の住人。スコットランド系アメリカ人。
デイジー・ブキャナン（Daisy Buchanan）
トムの妻で、ギャツビーの元恋人。ニックの親戚（second cousin once removed）にあたる。黒髪の軽薄で天真爛漫な愛らしい女性。ルイビルの裕福な良家の出で、結婚前には社交界の華としてアイドル扱いされていた。高級住宅地「イースト・エッグ」（モデルはニューヨーク市マナセット）の住人。アイルランド系アメリカ人。モデルはフィッツジェラルドの元恋人であるジネヴラ・キング。
トム・ブキャナン（Tom Buchanan）
デイジーの夫で、ニックのイェール大学時代の学友。淡青色の目をした30代の壮健で横柄な男性。シカゴの莫大な資産家の出で、学生時代にはアメリカン・フットボール選手として名を馳せた。高級住宅地「イースト・エッグ（東の卵）」の住人。スコットランド系アメリカ人。モデルはジネヴラの最初の夫であるウィリアム・ミッチェル。
ジョーダン・ベイカー （Jordan Baker）
デイジーの古くからの親友で、名の知れたプロゴルファー。灰色の目をした細身で中性的な美しい女性。ニックと一時恋仲となる。イングランド系アメリカ人。モデルはジネヴラの友人でアマチュアゴルファーのイーディス・カミングス。
ジョージ・ウィルソン（George B. Wilson）
マートルの夫で、自動車整備店のオーナー。金髪に淡青色の目をした貧相な男性。大得意であるトムには頭があがらない。「コロナ・アッシュ・ダンプス（灰の谷）」の住人。スコットランド系アメリカ人。
マートル・ウィルソン（Myrtle Wilson）
ジョージの妻で、トムの不倫相手。30代中頃の肉感的で妖艶な魅力に富む女性。「コロナ・アッシュ・ダンプス（灰の谷）」の住人。デイジーにひき殺され死亡。
キャサリン（Catherine）
マートルの妹。30歳前後の赤髪で細身な世俗的な女性。
マイヤー・ウルフシャイム（Meyer Wolfsheim）
ギャツビーの古くからの商売仲間で、賭博師。小柄なユダヤ人男性。

## 評価
- 出版当初は批評家や編集者から好意的な評価を得た。たとえば、のちにノーベル文学賞を受賞する詩人・批評家のT・S・エリオットは、「ヘンリー・ジェイムズ以後のアメリカ小説が踏み出した新たなる一歩」と称賛している。しかし、初版の売上は2万部程度であり、商業的に成功した作品とは言えなかった。本作品がアメリカ文学のみならず、世界の近代文学における古典として評価されたのは、フィッツジェラルドの死後から数十年を経た後であり、再評価にいたるまで絶版になっていた時期もある。
- 『老人と海』などで知られ、ノーベル文学賞を受賞してもいるアーネスト・ヘミングウェイは、作家としての下積み生活を送っていたパリ滞在中の思い出をつづったエッセイ『移動祝祭日（英語版）』のなかで、『グレート・ギャツビー』について次のように書いている。

- 本作を訳した村上春樹は、著書『ザ・スコット・フィッツジェラルド・ブック』（中公文庫）で「高貴さ・喜劇性・悲劇性をたっぷりともつ作劇術「アメリカン・ドラマツルギー」を20世紀の初頭に出現した巨大な大衆社会にすっぽりと適合させ、アメリカ文学の新しい方向性を切り開く先駆となった」といい、「過不足のない要を得た人物描写、ところどころに現れる深い内省、ヴィジュアルで生々しい動感、良質なセンチメンタリズムと、どれをとっても古典と呼ぶにふさわしい優れた作品となっている」という。
- 原文の最初と最後の数ページ分は特に格調高く陰影が深い英語による名文として有名である。

## 影響
- J・D・サリンジャーの『ライ麦畑でつかまえて』でもこの本が登場する。サリンジャーの同作は、『グレート・ギャツビー』との共通点も多いトルーマン・カポーティの『ティファニーで朝食を』などの作品とともに、「イノセンス（無垢）」をテーマにしたアメリカ文学の系譜のなかでも高く評価されている。現在では両作ともに世界中の読者から愛読されている。
- 村上春樹の『ノルウェイの森』でも主人公がよく読んでいる本として登場する。村上は『グレート・ギャツビー』を自分が最も影響を受けた作品の一つに挙げており、本作の日本語訳も手がけている。
- マンダムの男性化粧品ブランド「ギャツビー」は当作品に由来する。
- アメリカの著名な女優シガニー・ウィーバーは芸名であり、グレート・ギャツビーの登場人物（ジョーダン・ベイカーの叔母）「シガニー・ハワード」の名をとって、女優になる前の14歳から「シガニー・ウィーバー」と名乗っている。

## 日本語訳
- 『グレート・ギャツビー』 野崎孝訳、新潮文庫、改版・改題1989年、新訂版2010年 ISBN 4102063013　
  - 初刊版は『華麗なるギャツビー』 研究社出版、1957年。映画公開により1974年に文庫化。　
  - 野崎訳『偉大なギャツビー』 集英社文庫、1994年、改版2013年 ISBN 4087606651。元版は「世界文学全集76」集英社
- 『華麗なるギャツビー』 大貫三郎訳、角川文庫、改版1991年、新版2013年
  - 初刊版は『夢淡き青春 グレート・ギャツビィ』角川文庫、1957年
  - 新版『グレート・ギャツビー』角川文庫、2022年 ISBN 4041126525
- 『華麗なるギャツビー』 佐藤亮一訳、講談社文庫、1974年。のちグーテンベルク21（電子出版）
- 『華麗なるギャツビー』 橋本福夫訳、ハヤカワ文庫、1974年
- 『華麗なるギャツビー』 守屋陽一訳、旺文社文庫、1978年
- 『グレート・ギャツビー』 村上春樹訳、中央公論新社（新書版）、2006年 ISBN 4124035047
- 『グレート・ギャッツビー』 小川高義訳、光文社古典新訳文庫、2009年 ISBN 433475189X

## メディア化

### 映画化
原題はいずれも原作と同じ。
- 『或る男の一生』（1926年、監督：ハーバート・ブレノン、主演：ワーナー・バクスター）
- 『暗黒街の巨頭』（1949年、監督：エリオット・ニュージェント、主演：アラン・ラッド） - オーウェン・デイヴィス（英語版）作の舞台劇との共原作。
- 『華麗なるギャツビー』（1974年、監督：ジャック・クレイトン、主演：ロバート・レッドフォード）
- 『華麗なるギャツビー』（2000年、監督：ロバート・マーコウィッツ（英語版）、主演：トビー・スティーヴンス）
- 『華麗なるギャツビー』（2013年、監督：バズ・ラーマン、主演：レオナルド・ディカプリオ）

### 舞台化
1999年に、メトロポリタン歌劇場の音楽監督のジェームズ・レヴァインのデビュー25周年を記念し、同劇場でオペラ化された作品が上演された。
日本では、宝塚歌劇団によって舞台化されている。詳細は別項「華麗なるギャツビー (宝塚歌劇)」を参照。
2016年に羽原大介の脚本、錦織一清の演出でのミュージカル『グレイト・ギャツビー』が上演。主演は内博貴。
2017年には、小池修一郎の脚本・演出のミュージカル『グレート・ギャツビー』が上演。主演は井上芳雄。